# Leucocelis amitina
Leucocelis amitina är en skalbaggsart som beskrevs av Hermann Julius Kolbe 1914. Leucocelis amitina ingår i släktet Leucocelis och familjen Cetoniidae. Inga underarter finns listade i Catalogue of Life.